# Неманья Максимович
Неманья Максимович (серб. Немања Максимовић / Nemanja Maksimović, нар. 26 січня 1995, Баня-Ковиляча) — сербський футболіст, півзахисник клубу «Панатінаїкос» та національної збірної Сербії.
Капітан юнацької збірної Сербії (до 19 років) — чемпіона Європи 2013 року та молодіжної збірної Сербії (до 21 року) — чемпіона світу 2015 року. Дворазовий чемпіон Казахстану у складі «Астани».

## Клубна кар'єра
Народився 26 січня 1995 року в курортному містечку Баня-Ковиляча у західній Сербії. Розпочинав займатись футболом у клубі «Гучево» з рідного міста, а потім у «Лозниці». З 2007 року був гравцем футбольної школи столичного клубу «Црвена Звезда». Бажаючи грати за кордоном, 18-річний Максимович у січні 2013 року виїхав до Італії, де тренувався в клубі «Верона» у Серії В.
Влітку 2013 року Максимович уклав контракт зі словенським клубом «Домжале» і дебютував на дорослому рівні у 18-річному віці 18 жовтня 2013 року у матчі проти «Заврча» (2:2). Всього у своїй першій дорослій команді провів півтора року, взявши участь у 27 матчах чемпіонату.
7 лютого 2015 року Неманья перейшов у «Астану», підписавши контракт до кінця 2016 року. Трансфер опорного півзахисника зі словенського клубу обійшовся «Астані» в півмільйона євро. І вже 1 березня у складі «Астани» Максимович виграв Суперкубок Казахстану, обігравши «Кайрат», а в другому турі чемпіонату 11 березня забив свій перший гол за «Астану» у виїзному матчі проти павлодарского «Іртиша».
8 листопада 2015 року «Астана», перемігши вдома «Актобе» з рахунком 1:0, стала чемпіоном Казахстану. І Максимович завоював свою першу золоту медаль чемпіона країни. 26 жовтня 2016 року «Астана», зігравши вдома нульову нічию з «Окжетпесом» достроково, за тур до кінця чемпіонату виграла третій поспіль титул. А Максимович став дворазовим чемпіоном Казахстану. Наступного місяця серб з клубом обіграв «Кайрат» у фіналі національного кубка і виграв останній трофей з казахстанським клубом.
8 січня 2017 року Неманья підписав попередній п'ятирічний контракт до 2021 року на 7 мільйонів євро з «Валенсією», але керівництво іспанського клубу вирішило не платити 300 000 євро «Астані» за негайний перехід серба і дочекатися червня, коли він стане вільним агентом, і отримати його безкоштовно. У лютому 2017 року Максимович повернувся до складу «Астани». Але так і не зіграв жодної гри в новому сезоні і був відклинаний в червні 2017 року. «Валенсія» оголосила у липні про його перехід у свій стан, призначивши за футболіста рекордні для клубу 100 мільйонів євро відступних. Але 23 липня серб покинув передсезонний тур свого клубу по Північній Америці, не отримавши візу в США, і повернувся в Іспанію.
18 серпня 2017 року Максимович дебютував в іспанській Ла-Лізі у матчі першого туру проти «Лас-Пальмаса» (1:0), вийшовши на заміну на 89 хвилині. У ворота цього ж канарського клубу він забив свій перший гол 9 січня 2018 року, щоправда, в 1/8 фіналу Кубка Іспанії (4-0) . Станом на 20 травня 2018 року відіграв за валенсійський клуб 15 матчів в національному чемпіонаті.

## Виступи за збірні
2013 року дебютував у складі юнацької збірної Сербії, взяв участь у 14 іграх на юнацькому рівні, відзначившись 4 забитими голами.
У липні 2013 року у складі юнацької збірної Сербії до 19 років брав участь у чемпіонаті Європи 2013 року у Литві. Будучи капітаном команди, виходив на поле в чотирьох матчах, включаючи півфінал і фінал. Чемпіонат завершився сенсаційною перемогою сербських юнаків, які виграли у фіналі 1:0 у Франції.
У липні 2014 року на юнацькому чемпіонаті Європи 2014 року в Угорщині сербська команда з капітаном Максимовичем у півфіналі програла збірній Португалії в серії пенальті і поступилася свій титул Німеччини, здобувши бронзові медалі з командою Австрії.
У червні 2015 року збірна Сербії до 20 років з капітаном Максимовичем виграла і молодіжний чемпіонат світу у Новій Зеландії. Серби проявили неймовірну волю до перемоги, перемігши в додатковий час у всіх чотирьох фінальних матчах плей-оф. Неманья забив вирішальний гол у групі з Мексикою, завдяки якому серби вийшли у плей-оф. У чвертьфіналі проти збірної США забив переможний пенальті (6-5), а у фіналі 20 червня він забив переможний гол у ворота молодіжної збірної Бразилії на 118-й хвилині (2-1), принісши сербам чемпіонство. Після турніру Максимовичем зацікавилися «Базель» і «Гамбург», але трансферна вартість гравця вже зросла до 2 млн євро.
23 березня 2016 року дебютував в офіційних іграх у складі національної збірної Сербії у товариському матчі проти збірної Польщі у Познані (0:1), вийшовши на заміну на 73 хвилині гри.
У травні 2018 року він був включений в попередній список збірної на чемпіонат світу 2018 року в Росії.

## Титули і досягнення
- Чемпіон Казахстану (2):

«Астана»: 2015, 2016
- Володар Кубка Казахстану (1):

«Астана»: 2016
- Володар Суперкубка Казахстану (1):

«Астана»: 2015
- Чемпіон Європи серед юнацьких команд (1):

Сербія U-19 : 2013
- Чемпіон світу серед молодіжних команд (1):

Сербія U-20 : 2015